# Алхазишвили, Гиви Иванович
Гиви Иванович Алхазишвили (груз. გივი ივანეს ძე ალხაზიშვილი) (26 мая 1944 — 4 августа 2021) ― советский и грузинский поэт, публицист и переводчик.

## Биография
Родился 26 мая 1944 года в Грузинской ССР.
В 1961 году поступил в Тбилисский государственный университет. С 1963 по 1966 год служил в Советской Армии. Вернувшись из армии окончил Тбилисский государственный университет в 1969 году.
Поэзия Алхазишвили публиковалась с 1960-х годов в университетских газетах и альманахах «Первый луч», «Ахкоми» и «Циакари».
В 1972 году в издательстве «Мерани» вышла первая книга Алхазишвили «Поэзии». Это произошло после ареста главного редактора издательства Григола Чиковани, который ранее отказывался публиковать книгу по причине того, что в сборнике не было ни одного стихотворения, отвечавшим требованиям социалистического реализма. Главным редактором временно был назначен Ника Агиашвили, который оценил творчество Алхазишвили.
С 1989 года Алхазишвили сам занял пост главного редактора «Мерани». На этом посту старался публиковать произведения молодых писателей. С 2003 по 2006 год работал директором редакции «Мерани».
С конца 1990-х до начала 2000-х годов Алхазишвили читал лекции в Университете культуры, где вёл курс литературного мастерства.
В 2010 году вышли 3 книги Гиви Алхазишвили: книга «Прошлое будущее» выпущена издательством «Сиеста», сборник «100 стихотворений» опубликован издательством «Интеллект», Издательство «Saunje» выпустило сборник «Вернуть взор», за который автор был удостоен премии «Саба» в 2011 году.

## Сборники стихов
- Поэзии (1972)
- Город напоминаний (1975)
- Иностранная птица (1975)
- Поэзия Поэма (1977)
- Окно прошлого (1980)
- Диалог в мыслях (1981)
- Глаз как свеча души (1982)
- Погоня за ветром (1983)
- Небо, которое вы всегда видите (1985)
- Ожидание слов (1987)
- Восстань (1987)
- Больно сияет (1989)
- Ночи Пепла (1990)
- Только о любви (1990)
- Свет в капле (1995)
- Уходя из Хорды (1998)
- Воля отрыва (2005)
- Короникони (2006)
- Короникони -(2008)

## Романы
- Солнце восходит или заходит? (1999)
- От ряда к ряду (1999)
- От одной стороны к другой железной двери (2002)
- В 2008 году журнал «Наше письмо» напечатал короткую версию нового романа «Будущее прошлое», весь роман вскоре был издан отдельной книгой.

## Очерки
- В 2004 году издательство «Мерани» опубликовало сборник эссе Алхазишвили «Мысль перекочевала в слова».

## Переводы
Помимо собственного творчества Алхазишвили занимался художественными переводами иностранной поэзии на грузинский язык.
В 1979 году с помощью Отара Нодиа он перевел сборник стихов Афанасия Фета «Вечерние огни». Художественный совет подготовил также сборник «День навсегда» (1984), в который вошли переводы произведений Афанасия Фета, Владимира Соловьева, Андрея Белого и Александра Блока.
В 1999 году «Мерани» и серия «Всемирная поэтическая библиотека» опубликовали сборник стихов Виславы Шиборской. Перевод сделали Алхазишвили и Михаил Квливидзе. Вместе с Гено Каландия он также перевел сборник стихов Тудора Аргези «Молдавские поэтические сочинения».
Грузинский перевод первых двух томов (из пятитомного комплекта) Райнера Марии Рильке издан Кавказским домом. Наира Гелашвили подготовила их к публикации в 2007 году вместе со многими томами австрийской поэзии, изданными Дато Барбакадзе. Перевод Алхазишвили Шаукали был включен в первый том.
Собственные произведения Алхазишвили переведены на многие языки, в том числе на английский, русский, итальянский, украинский и др. На русский язык переведены три книги: «Город Воспоминания», «Молодая гвардия» (1979), «Диалог в раздумиях» (Диалог в мыслях).
В 1991 году в Москве вышла книга «Всевидящее небо» с переводом Александра Еременко и Татьяны Бек.

## Награды и премии
- Лауреат Премии Акакия Церетели 1998 года
- Лауреат Государственной премии Грузии 1999 года

## Смерть
Умер 4 августа 2021 года в возрасте 77 лет.